# Santiago Costa Vaqué
Santiago Costa y Vaqué (Mora de Ebro, 2 de agosto de 1895-Tortosa, 3 de febrero de 1984) fue un escultor y pintor español.

## Biografía
Santiago Costa y Vaqué era hijo de Joan Baptista Costa i Mani y de Mª Teresa Vaqué i Descarga. Vivió en Móra d'Ebre en su infancia, concretamente en "Cal Soguer", y después fue a Barcelona donde se formó artísticamente en la Escuela de la Lonja.

### Madrid
En el año 1911 fue reclutado por el sistema de quintos, justo cuando quiso viajar a París, pero tuvo que ir a Madrid a cumplir su instrucción militar. Allí se encontraba su primo, Julio Antonio, que tenía un taller. Santiago Costa pudo vivir con él, a pesar de que ambos artistas poseían dos estilos muy diferentes, nunca dejó de admirar el trabajo de su primo. Como indica el Doctor Antonio Salcedo Miliani, su primo Julio Antonio le influiría en sus primeras obras, sobre todo en los del carácter clasicista y en el tratamiento realista de su esculturas. Cuando  murió Julio Antonio en 1919, Santiago Costa se dio cuenta de que el trabajo de aquel en su taller era menospreciado por las envidias, y fuera de él, no conocía a nadie que pudiera ayudarlo. Así pues, decidió viajar y fue a América del Sur.

### América
En primer lugar fue a Brasil,  como viajero para descubrir la belleza del país. Después de un año se trasladó a Buenos Aires donde trabajó sobre todo en la realización de retratos, como María Rosa, y en el monumento al filántropo Agustín Álvarez (inaugurado en 1924), en el Parque General San Martín de la ciudad de Mendoza. También pertenece a esa época la escultura conocida como La Esfinge.

### Vuelta a Madrid
En 1925 y poco después de regresar de América inició su actividad artística con una exposición que se llevó a cabo entre los días 2 al 26 de noviembre de ese año, en la Sala de la Biblioteca Nacional de España en Madrid, promovida por la señora Lucía Hernández, madre de Julio Antonio, y el escultor Mariano Benlliure. En esta exposición presentó su colección de bronces – Deseo, Minerva, Piedad, Dolor- sus retratos María Rosa y El Alavés, cuyo original se perdió pero se conserva una copia en el Museo de Arte Moderno de la Diputación de Tarragona. El Rey Alfonso XIII fue uno de los visitantes de la exposición; al ver la escultura El Alavés, dijo: "Hay esculturas tan admirablemente hechas que aunque no conozca uno a las personas, se da cuenta de que el parecido tiene que ser completo". ("La Epoca" 7-XI. "El Universo" 8-XI).
Esta exposición fue la primera de una serie que se llevó a cabo en los años siguientes: 1930 en la Sociedad Amigos del Arte de Madrid, 1935 en las Galerías Layetanas de Barcelona, donde entre otros expuso el busto de Pau Casals.
Santiago Costa tenía también otra faceta como realizador de monumentos, una faceta reducida pero selecta. Ya hemos mencionado el monumento a Agustín Álvarez en la ciudad de Mendoza, a principios de los años 20. En 1929, y gracias a una suscripción popular promovida por la revista La Riuada, de Móra d'Ebre, se inauguró el monumento a Julio Antonio, en la Plaza de la Era de esta población. El tercer conjunto escultórico que realizó es el de la Fuente de Juan de Villanueva, erigido en 1952, en Madrid, en la plaza que lleva el nombre de este arquitecto, ya la que están representados el Madrid cortesano, el Madrid heróico, la Intelectualidad y el Misticismo. En 1971 expone en Móra d'Ebre y el mismo año, la Diputación de Tarragona adquiere del mismo autor una colección de 57 esculturas, 109 pinturas al óleo y 134 dibujos realizados con diferentes técnicas.
Santiago Costa y Vaqué fue un escultor activo y prolífero, que trabajó en la búsqueda del movimiento en sus obras; realizó muchos estudios del modelo al natural que le permitieron profundizar en las tensiones y las fuerzas que se producen en la musculatura de los cuerpos y que él sintetizaría en sus obras.También trabajó el retrato, pero será el trabajo diario del hombre, los campesinos, sirgadores, llaguters, pescadores, entre otros, realizando diversas tareas individuales o colectivas, lo que se convertirán en su fuente de inspiración, tal y como recoge Joan Launes Villagrasa en su ensayo con una visión muy entrañable del escultor:
"Santiago Costa siempre que podía visitaba su villa, donde se le recuerda con un bloque y un lápiz en la mano, caminando por las calles en dirección a la plaza de Baix, calle de la Barca y la colmada, donde Costa podía contemplar los hombres del río: sirgadores, llaguters, pescadores y las chicas y chicos paseando, disfrutando del entorno natural del río Ebro. Costa, enamorado de su río, el Ebro, recogía en su blog todos los instantes mágicos que la gente y el Ebro en aquellos años le transmitían; su mano no paraba de dibujar el paisaje y su gente; el color y la vitalidad de los personajes eberenses se inmortalizaba en su blog, donde las hojas eran dibujadas por las dos caras, unas hojas que recogían, minuto a minuto, la sobriedad y el color de la tierra, así como los cuerpos y las formas de los hombres y mujeres del río".
El deporte también será objeto de sus obras, tratado con una visión innovadora de las formas, que hace surgir de los bloques de piedra estilo de Rodin, pero mostrando temas clásicos como los cuerpos desnudos de los hombres practicando la lucha grecorromana.
Hizo del dibujo una herramienta indispensable para su trabajo, esbozando los cuerpos desnudos de las modelos y estudiando su anatomía y recreándose en su belleza. Tampoco podemos olvidar su dedicación a la pintura, mostrándonos los paisajes de su tierra, los alrededores de Madrid, la sobriedad aragonesa y la vida marinera del norte de España.
Al final de su vida él mismo ponía de manifiesto su ansia de trabajar “mi voluntad de trabajar es la misma de siempre, pero mis fuerzas no responden como quisiera... sólo dibujo lo que podrían ser futuras figuras, pero en la actualidad ya no puedo moldear”.
En 1983 volvió definitivamente a su tierra, donde murió el 3 de febrero de 1984.

## Obras en espacio público
- Monumento a Agustín Álvarez, c. 1921, ciudad de Mendoza (Argentina).
- Monumento a Julio Antonio, 1929, Plaza de la Era, Móra d'Ebre.
- Mujer del libro, 1943. Parque del Retiro, Madrid.
- Grupo escultórico de la Fuente de Juan de Villanueva, Madrid (en un inicio ubicada en la Glorieta de San Vicente y actualmente ubicada en el Paseo de Camoens del Parque Oeste).